# 村井宿
村井宿（むらいじゅく）は、北国西街道（善光寺街道、善光寺西街道）、洗馬宿から2番目の宿場である。現在は長野県松本市村井町南（JR村井駅周辺）に相当する。

## 概要
小笠原氏の家臣「村井氏」の村井城の跡地近くに慶長19年（1614年）頃に開設。現在は宿場としての面影は消えているが、本陣「中村家」など一部に昔の建物が残っている。江戸時代には南北5町9間あり、上町、中町、下町に別れ、宿場の南端には神明宮が鎮座し、北端が鉤の手になっていた。家数は元禄8年（1695年）には82軒を数え、そのうち旅籠は15軒であった。また松本藩と天領（塩尻代官所）の境界にあり口留番所が設けられていた（天領が松本藩預地になると本山宿に移転）。

## 史跡・みどころ
- 本陣「中村家」跡
- 問屋「山村家」跡
- 神明宮（現在は村井広場）
- 口留番所跡（神明宮脇）

## アクセス
- 長野自動車道塩尻北インターチェンジから車で5分。
- JR篠ノ井線村井駅すぐ。

## 隣の宿
善光寺西街道
郷原宿  -1里12町（5.2km）-  村井宿  - 1里20町（6.6km）-  松本宿（松本城下）